# Montegiordano
Montegiordano község (comune) Olaszország Calabria régiójában, Cosenza megyében.

## Fekvése
A Jón-tenger partján fekszik és két jól ekülöníthető településrésze van: az óváros (Montegiordano Centro), amely 650 méteres tengerszint feletti magasságon található, illetve a tengerparti részek (Marina). Határai: Canna, Oriolo, Rocca Imperiale és Roseto Capo Spulico.

## Története
A település első említése a 12. század elejéről származik. A régészek feltételezése szerint már az ókorban lakott vidék volt és a hagyományok szerint Püthagorasz is megfordult a vidéken.

## Népessége
A népesség számának alakulása:

## Főbb látnivalói
- Palazzo Solano
- Sant’Antonio da Padova-templom
- San Filippo-templom
- Madonna di Pompei-templom